# Unione Sportiva Sassuolo Calcio 2001-2002
Questa pagina raccoglie le informazioni riguardanti l'Unione Sportiva Sassuolo Calcio nelle competizioni ufficiali della stagione 2001-2002.

## Rosa
| N. |                   | Ruolo | Calciatore               |
| -- | ----------------- | ----- | ------------------------ |
|    | Italia (bandiera) | D     | Roberto Ardeni           |
|    | Italia (bandiera) | A     | Federico Balestri (II)   |
|    | Italia (bandiera) | C     | Fabio Battafarano        |
|    | Italia (bandiera) | D     | Andrea Bertolini         |
|    | Italia (bandiera) | A     | Ferderico Cantoni        |
|    | Italia (bandiera) | D     | Roberto Cesati           |
|    | Italia (bandiera) | D     | Massimiliano Dal Compare |
|    | Italia (bandiera) | D     | Andrea De Agostini       |
|    | Italia (bandiera) | D     | Andrea Di Cintio         |
|    | Italia (bandiera) | C     | Lorenzo Di Loreto        |
|    | Italia (bandiera) | P     | Ivan Ferrari             |
|    | Italia (bandiera) | A     | Luigi Forlini            |
|    | Italia (bandiera) | C     | Davide Fraccaro          |
|    | Italia (bandiera) | D     | Marco Giusti             |
|    | Italia (bandiera) | D     | Andrea Maccagni          |

| N. |                      | Ruolo | Calciatore         |
| -- | -------------------- | ----- | ------------------ |
|    | Italia (bandiera)    | C     | Emiliano Maddè     |
|    | Italia (bandiera)    | C     | Michele Malpeli    |
|    | Italia (bandiera)    | A     | Paolo Mandelli     |
|    | Italia (bandiera)    | D     | Daniele Manni      |
|    | Italia (bandiera)    | C     | Gianni Munari      |
|    | Italia (bandiera)    | D     | Luigi Parentato    |
|    | Italia (bandiera)    | P     | Mattia Passarini   |
|    | Italia (bandiera)    | C     | Massimo Pellegrini |
|    | Italia (bandiera)    | D     | Luca Ruopolo       |
|    | Italia (bandiera)    | D     | Roberto Sala       |
|    | Italia (bandiera)    | C     | Luca Schenetti     |
|    | Italia (bandiera)    | A     | Simone Silingardi  |
|    | Argentina (bandiera) | A     | Juan Pablo Suarez  |
|    | Italia (bandiera)    | P     | Graziano Vinti     |